# 魔多 (冥衛一)

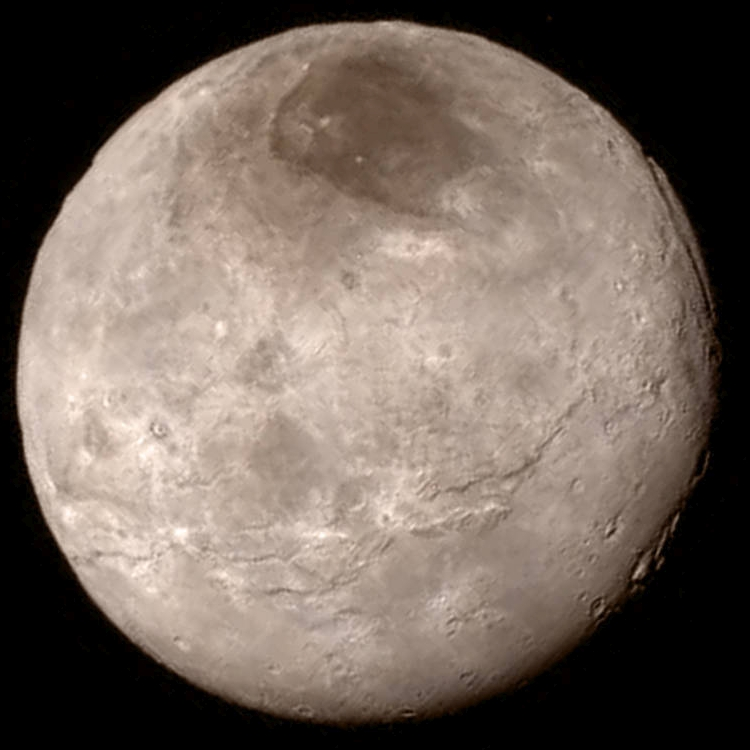
魔多即圖片上方的暗色區域

魔多 （Mordor） 是靠近冥衛一北極的一塊直徑超過 320（200英里） 的暗色區域。
它的名稱來自J·R·R·托爾金的小說《魔戒》中黑暗魔君索倫的領地魔多。雖然魔多並非官方名稱，但是美國國家航空暨太空總署的科學家凱西·奧爾金（Cathy Olkin）在7月15日的NASA新聞發布會上提到新視野號團隊已經在非正式場合使用該名稱。
魔多究竟是什麼目前還尚不明確，它可能是一個巨大的撞擊坑。